# Oospila rufilimes
Oospila rufilimes är en fjärilsart som beskrevs av W. Warren 1905. Oospila rufilimes ingår i släktet Oospila och familjen mätare. Inga underarter finns listade i Catalogue of Life.